# Самофаловы
Самофаловы — дворянский род.
Пётр Самофалов в службу вступил в 1787 году, был в походах и сражениях, 11 декабря 1815 уволен в отставку с чином войскового старшины, а 20 ноября 1836 года пожалован ему с потомством диплом на дворянское достоинство.

## Описание герба
Щит пересечён. В первой, лазоревой части, золотая булава и накрест положенные золотые бунчук и копьё. Во второй, червлёной части, золотой сноп.
Щит увенчан дворянскими шлемом и короною. Нашлемник: три серебряных страусовых пера. Намёт: справа — лазоревый, с золотом, слева — червлёный, с золотом. Герб Самофалова внесён в Часть 11 Общего гербовника дворянских родов Всероссийской империи, стр. 104.